# ザンナンザ
ザンナンザ（Zannanza、？ - 前1347頃没）またはザナンザは、古代ヒッタイトの王子で、シュッピルリウマ1世の息子。兄弟には、アルヌワンダ2世、ムルシリ2世、カルケミシュの副王ピヤシリ、ハルパの副王テリピヌがいる。

## 暗殺
エジプトから未亡人となった女王ダハムンズとヒッタイト王子との縁談が持ち込まれ、これを受けてシュッピルリウマ1世は王子ザンナンザをエジプトに派遣したが、その途上に暗殺された。
一説には、ツタンカーメンの宰相アイは、ツタンカーメンの妃アンケセナーメンと結婚を画策した。アンケセナーメンはこの結婚を嫌い、ヒッタイトの王であるシュピルリウマ1世に手紙を送り、その王子を婿に迎えて国王としたいとの手紙を送りこれが成功した。シュッピルリウマ1世は、王子ザンナンザをエジプトに送ったが、途中でホルエムヘブ（またはアイという説もある）に暗殺される。結局アンケセナーメンはアイと結婚し、アイが次の国王となる。
王子ザンナンザの暗殺にシュッピルリウマ1世は激怒し、王子アルヌワンダ2世の指揮の下にヒッタイト軍がエジプト領シリアに侵攻した。

## その他の説
女王「ダハムンズ」が誰であるかは定かではなく、アメンホテプ4世の王妃ネフェルティティ、その娘たちであるメリトアテンまたはアンケセナーメンのいずれかでないかと同定されている。